# Черкас Вадим Савич
Вадим Савич Черкас (нар. 3 вересня 1924, Чаплинка — пом. 1970) — український радянський художник; член Спілки художників України.

## Біографія
Народився 3 вересня 1924 року в селі Чаплинці (тепер селище міського типу Херсонської області, Україна). Брав участь у німецько-радянській війні. Нагороджений орденом Вітчизняної війни 2 ступеня (6 квітня 1985). 1953 року закінчив Львівський інститут прикладного та декоративного мистецтва.
Учасник республіканських виставок з 1958 року.
Жив у Львові в будинку по вулиці Тернопільській, 1а, квартира 31. Помер у 1970 році.

## Творчість
Працював в галузі станкового та монументально-декоративного живопису. Основні твори:
- «Дівчина з книгою» (1957);
- «Під Львовом» (1958);
- монументально-декоративне оформлення:
  - Ленінського залу у Львівському університеті імені Івана франка (у співавторстві з Станіславом Серветником) (1964);
  - автопавільйонів на теми — «Авіація» (1965), «Сільське господарство», «Молодь Радянської Волині» (1965—1966) та інше.